# MF Oster
MF Oster är en bilfärja byggd 1971 för Indre Nordhordland Dampbåtlag L/L. övertagen av Bergen-Norhordaland Rutelag (BNR) år 1974 och omdöpt till Haus år 2000. Övertagen av HSD Sjø år 2002 och senare såld till Estland och omdöpt till Reet.

## Teknisk information
- Byggår: 1971
- Byggplats: Vågland
- Brutto registerton: 317
- Netto registerton: 156
- Personbilskapacitet: 25

## Historia
- 1971: december: Levererad som Oster till Indre Nordhordland Dampbåtlag L/L, Bergen
- 1974: 1 januari: övertagen av A/S Bergen-Nordhordland Rutelag, Bergen
- 1996: december: ommålad
- 2000: juli: Omdöpt till Haus
- 2002: januari: Övertagen av HSD Sjø AS, Bergen
- 2003: 19 maj: Såld till Estland och omdöpt till Reet